# Thomas George Hill
Pour les articles homonymes, voir Hill.
 (octobre 2022).
Thomas George Hill est un botaniste britannique, né le 13 février 1876 à Londres et mort d'un arrêt cardiaque le 25 juin 1954.

## Biographie
Il est le fils d’Henry William Hill. Il fait des études au Royal College et obtient un Doctorat of Sciences. Il est maître-assistant en botanique et en biologie à l’université de Londres, puis professeur-assistant en 1912, puis professeur de physiologie végétale de 1929 à 1945.
Hill est notamment l’auteur de Chemistry of Plant Products avec Paul Haas (1913), et de The Essentials of Illustration (1915) ainsi que de nombreux articles sur la botanique.